# Portlandia arctica
Portlandia arctica – gatunek małża należącego do podgromady pierwoskrzelnych.
Muszla wielkości do 15 mm. Kształtu owalnego, wydłużonego, jeden koniec muszli zaokrąglony, drugi bardziej ostro zakończony. Periostrakum błyszczące, w kolorze oliwkowobrązowym do złocistobrązowego.
Gatunek arktyczny, występuje w wodach Grenlandii, północnej Norwegii i Svalbardu, ale nie w Islandii. Dalej na południe występują szczątki subfosylne. Bytują od krawędzi szelfu do strefy abysalnej (200–4000 m p.p.m.).
Małż występował w Morzu Bałtyckim w pierwszym okresie jego połączenia z oceanem. Jego muszle stanowią skamieniałość przewodnią, a ta faza rozwoju Bałtyku została nazwana Morzem Yoldiowym od nazwy Yoldia arctica.